# Roberto Guillard Marinot
Roberto Guillard Marinot (1931-21 de agosto de 2012) fue un militar chileno, que se desempeñó como ministro de Vivienda y Urbanismo de su país, durante la dictadura militar del general Augusto Pinochet entre 1982 y 1983.

## Golpe de Estado y dictadura militar
Al momento del golpe de Estado del 11 de septiembre de 1973, ostentando el rango de teniente coronel, desde el quinto piso del entonces Ministerio de Defensa Nacional le correspondió leer los bandos militares, función que cumplió durante el día siguiente.
El 23 de diciembre de 1975, fue nombrado por la Junta Militar de Gobierno como titular de la Subsecretaría de Guerra, ocupando el cargo hasta el 12 de enero de 1978. Seguidamente, con el grado de coronel, fue designado por Pinochet como director de la Academia de Guerra del Ejército, rol que mantuvo hasta 1979, siendo sucedido por el también coronel Carlos Meirelles Müller.
Más adelante, el 22 de abril de 1982 se le confirió el ascenso a general de ejército, y fue nombrado como titular del Ministerio de Vivienda y Urbanismo, fungiendo como tal hasta el 10 de agosto de 1983.
De la misma manera, se desempeñó, entre otras funciones, como director de la Compañía de Teléfonos de Chile, intendente subrogante de la provincia de Santiago y agregado militar de la embajada chilena en Estados Unidos, así como también director de la Dirección General de Movilización Nacional (DMN), entre 1988 y 1990.
Falleció en Santiago de Chile el 21 de agosto de 2012, a los 81 años.